# Jestem hardkorem
Jestem hardkorem – zwrot używany często podczas wykonywania niebezpiecznych czynności.

## Historia
Zwrot zaczął być popularny po publikacji w 2009 roku na YouTube filmu pt. Jestem Hardkorem przez użytkownika orsh666, przedstawiającego chłopaka o imieniu Konrad, który decyduje wspiąć się na blok mieszkalny po kablu od piorunochronu. W pewnym momencie filmu w oknie niżej pojawia się kobieta, która gani Konrada, używa wulgaryzmów i krzyczy, że urwie on kabel od internetu, mylnie nazywając w ten sposób kabel od piorunochronu. W styczniu 2023 roku film zdobył ponad 5 milionów odsłon. Po ponad dziesięciu latach od wrzucenia filmu do internetu, do Buska-Zdroju przyjechał YouTuber WuWunio, w celu przeprowadzenia wywiadu z Konradem.

## Memy internetowe
Słowa „Jestem hardkorem” przyczyniły się do powstania wielu memów, weszły także do użycia w języku ogólnym.